# Русская партия (Россия)
Русская партия — русская националистическая партия, основанная 17 мая 1991 года Виктором Корчагиным. Изначальное название «Русская партия РСФСР». К весне 1992 года насчитывала свыше 5 тыс. членов. В 1992 году после внутрипартийного конфликта лидером партии стал Владимир Милосердов, хотя раскол длился до 1996 года, пока Корчагин не распустил свою фракцию. При партии в 1993 году было создано военизированное подразделение «Русская гвардия», которое участвовало в обороне Дома Советов. В 1996 году Русская партия поддержала кандидатуру Зюганова во время выборов президента РФ. Наиболее активными региональными организациями Русской партии являлись Санкт-Петербургское (руководитель Н. Н. Бондарик) и Орловское отделения (руководитель И. Л. Семёнов).
Партия издавала газеты антисемитского содержания («Русские ведомости», «Русич»), а также критиковала христианство и проявляла симпатии к славянскому неоязычеству.

## Идеология
Партия выступала за присоединение к России сопредельных территорий населённых русскоязычным населением (Северный Казахстан, Донбасс, Латгалия, Крым), в случае наличия у них общей границы с Россией. Поддерживала независимость Приднестровья. При этом Корчагин считал «меньшим злом» независимость Чеченской Республики Ичкерия при условии взаимного обмена населением. Партия поддерживала проведение рыночных экономических реформ при сохранении государственного сектора экономики и предлагала введение чрезвычайного положения в целях достижения уставных целей.